# Jean Echenoz
Pour les articles homonymes, voir Échenoz.
Jean Echenoz, né le 26 décembre 1947 à Orange, est un écrivain français, lauréat du prix Médicis de 1983 pour Cherokee et du prix Goncourt de 1999 pour Je m'en vais.

## Biographie
Fils d'un père médecin psychiatre et d'une mère pratiquant la gravure, Jean Echenoz passe sa jeunesse dans l'Aveyron et dans les Alpes-de-Haute-Provence, poursuit des études universitaires de sociologie à Aix-en-Provence puis s'installe en 1970 à Paris où il suit les cours de l'École pratique des hautes études ainsi que des enseignements à la Sorbonne. En 1979, il publie son premier ouvrage, Le Méridien de Greenwich, qui obtient le prix Fénéon l'année suivante.
Il publie tous ses romans aux Éditions de Minuit et a reçu une dizaine de prix littéraires, dont le prix Médicis en 1983 pour Cherokee et le prix Goncourt en 1999 pour Je m'en vais.
Dans le cadre de la nouvelle traduction de la Bible par les éditions Bayard en 2001, qui ont confié à différents auteurs la traduction de chaque livre en binôme avec des exégètes, il effectue la traduction du livre de Josué, des livres de Samuel, du livre de Daniel, des livres des Maccabées, de la lettre à Philémon, de la lettre de Jacques et de la lettre de Jude.
Il est invité d'honneur de l’Oulipo en 2001.
Son fils, Jérôme Echenoz (né en 1976) alias Tacteel, est musicien, l'un des membres du groupe de hip-hop TTC.

## Œuvre

### Influences
Jean Echenoz fait référence aux grands auteurs novateurs du XVIIIe siècle comme Laurence Sterne et Diderot, mais a été également très fortement influencé par les romans policiers et les polars de la Série noire, en particulier ceux de Jean-Patrick Manchette. « Avec mon premier livre [Le Méridien de Greenwich, 1979], mon projet était au départ d’écrire un roman policier », explique-t-il. Loin des théories et des expérimentations sur le roman, il réinvente le plaisir de la fiction et de l'intrigue.

### Écriture
L’écriture de Jean Echenoz a été parfois définie comme « minimaliste », aimant l'ellipse ou « postmoderne » (comme en témoigne la briéveté de certains de ses textes : ainsi Un an n'a que 110 pages), ou encore de « cinégénique » : il aime le cinéma et réutilise des procédés cinématographiques (travelings, gros-plans, analepses, etc.).

### Romans géographiques
Certaines œuvres sont qualifiées de romans géographiques. Ainsi, les personnages d'Echenoz voyagent en Micronésie (Le Méridien de Greenwich), en Malaisie (L'Équipée malaise), dans les régions arctiques (Je m'en vais), en Inde, en Australie et à Paris (Les Grandes Blondes), en Corée du Nord (Envoyée spéciale). Dans Nous trois, Echenoz leur fait parcourir la planète entière et même l’espace.

### Fiction
Les fictions de Jean Echenoz multiplient les références et utilisent souvent des formes d'écriture s'apparentant aux techniques du cinéma,. Mais le roman intègre aussi une dimension sonore : variations, syncopes, dissonances. Peuplées d'objets banals d'une étrange drôlerie, de curieuses machines à fabriquer des leurres, d'une humanité interlope de personnages désœuvrés et dérisoires, de détectives gaffeurs, de héros fatigués et flottants, ces aventures multiplient les temps morts, les lieux, les rencontres, les assemblages imprévus, les personnages incongrus. Ainsi le roman – ludique – fait-il voler en éclats, en trompe-l’œil, en images et en reflets, toutes les conventions réalistes dans des fictions étonnamment profondes sous leur dehors ironique et distancié.
Jean Echenoz a également publié trois fictions biographiques ou « vies imaginaires » : Ravel, Courir et Des éclairs.

## Filmographie
- 1982 : Le Rose et le Blanc de Robert Pansard-Besson – coscénariste
- 1985 : Le Tueur assis (téléfilm) de Jean-André Fieschi – coscénariste
- 1991 : Cherokee de Pascal Ortega – coscénariste
- 2006 : Un an de Laurent Boulanger – figuration

## Prix et distinctions
- 1980 : Prix Fénéon pour Le Méridien de Greenwich
- 1983 : Prix Médicis pour Cherokee
- 1995 : Prix Novembre pour Les Grandes Blondes
- 1996 : Prix Louis-Barthou pour Les Grandes Blondes
- 1999 : Prix Goncourt pour Je m'en vais
- 1999 : Meilleurs livres de l'année du magazine Lire pour Je m'en vais
- 2006 : Grand prix de littérature Paul-Morand[11]
- 2006 : Prix François-Mauriac de la région Aquitaine pour Ravel[12]
- 2012 : Prix des vendanges littéraires de Rivesaltes
- 2013 : Nommé ambassadeur interculturel de l'UNESCO[13]
- 2013 : Prix « Colombe blanche » (du Tesla Global Forum)[14]
- 2016 : Prix de la Bibliothèque nationale de France
- 2017 : Prix Ulysse à l'ensemble de l'œuvre du festival Arte Mare de Bastia
- 2018 : Prix Marguerite-Yourcenar[15]

#### Ouvrages
- Jean-Claude Lebrun, Jean Echenoz, Éditions du Rocher, coll. « Domaine français », 1992, 140 p. (ISBN 9782268013961).
- Bruno Blanckeman, Les Récits indécidables : Jean Echenoz, Hervé Guibert, Pascal Quignard, Villeneuve d’Ascq, Presses universitaires du Septentrion, coll. « Perspectives », 2000, 224 p. (DOI 10.4000/books.septentrion.16853).
- Christine Jérusalem, Jean Echenoz : géographies du vide, vol. 118, Saint-Étienne, Université de Saint-Étienne, coll. « Lire au présent », 2005, 237 p. (ISBN 9782862723495, lire en ligne), p. 230.
- Christine Jérusalem, Jean Echenoz, Paris, Association pour la diffusion de la pensée française et Ministère des affaires étrangères, coll. « Auteurs », 2006, 74p (ISBN 2-914935-67-6).
- Agnès Catiglione, Giorgio Pinotti, Michel Volkovitch, Bruno Blanckeman, Olivier Bessard-Banquy, Gérard Titus-Carmel, Christine Jérusalem, Michael Sheringham et Dominique Viart, Jean Echenoz, Rencontres de Chaminadour, coll. « Carnets de Chaminadour », 2009, chap. 5.
- Alexandru Matei (préf. Jacques Leenhardt), Jean Echenoz et la distance intérieure, Paris, Éditions L'Harmattan, coll. « Critiques littéraires », 2012, 290 p. (ISBN 978-2-296-56591-3, lire en ligne).
- (de) Émilien Sermier (postface Jean Kaempfer), Variations sur un standard : Jeux et métamorphoses dans les trois romans biographiques de Jean Echenoz, vol. 17, Lausanne, Archipel, coll. « Essais », 2013, 108 p. (ISBN 9782940355167).

#### Chapitres
- « Anatopies du moi : Essai sur la biofiction dans Au piano, Ravel et Courir de Jean Echenoz », dans Marc Dambre, Wolfgang Asholt, Un retour des normes romanesques dans la littérature française contemporaine, Paris, Presses Sorbonne nouvelle, 2011, 318 p. (ISBN 9782878547535, lire en ligne), p. 243-260.
- Benoît Melançon, « C'est le métier qui veut ça : quand on conduit un fiacre… », dans Yvan Leclerc, Lettres à Flaubert, Vincennes, Éditions Thierry Marchaisse, coll. « Lettres à… », 2017 (ISBN 978-2-36280-183-9), p. 157-160.

#### Articles
- Sara Bédard-Goulet, « Usages de l’image cinématographique dans Les grandes blondes de Jean Echenoz », Études françaises, vol. 56, no 2,‎ 2020, p. 121-135 (lire en ligne)
- David Elder, « Mais qu’est-ce qui les fait (dis)courir ? Propos sur Valéry, Échenoz et d’autres, aux confins de la littérature », Essays in French Literature and Culture, no 46,‎ novembre 2009, p. 41-56 (ISSN 1835-7040).
- Christine Jérusalem, « De la ruine aux décombres : esthétique du reste dans 14 de Jean Echenoz », Études françaises, vol. 56, no 1,‎ 2020, p. 15-30 (DOI https://doi.org/10.7202/1069798ar, lire en ligne, consulté le 5 janvier 2022).